# ビル・ミッチェル
ウィリアム・フランシス・ミッチェル（英語: William Francis Mitchell、1952年3月7日 - ）は、オーストラリア人の経済学者。オーストラリアのニューサウスウェールズ州にあるニューカッスル大学の教授で、現代貨幣理論の提唱者の一人でもある。
彼の学説や理論が引用される場合、本名のウィリアムの短縮形であるビル (Bill ) を用いた、ビル・ミッチェル (Bill Mitchell ) の呼称で紹介される。

## 生い立ち
ミッチェルは、1952年の3月にオーストラリアのビクトリア州にあるグレン・ハントリーに住む労働者階級の両親の下で生まれた。生後間もなく、メルボルン郊外の新しい公営住宅のある近隣のアッシュウッドの町に転居した。彼は、1957年から1963年までアッシュウッド小学校、1964年から1969年までアッシュウッド高校に通った。

## 博士号取得まで
彼は、1977年にディーキン大学で商学の学士号を、1982年にモナシュ大学で経済学の修士号を、1998年にニューカッスル大学で経済学の博士号を取得している。

## 経済学者として

### 教授暦
1990年以来、ミッチェルはニューサウスウェールズ州のニューカッスル大学の教授を務めている。彼はまた、フィンランドのヘルシンキ大学の社会科学部でグローバル政治経済を担当する客員教授の職にも就いている。

### 活動
ミッチェルは、積極的な政府の経済政策と福利と環境の持続可能性を充実させる為の手段としての財政赤字の効用を促進させる取り組みを行なっている。彼はニューカッスル大学内に置かれた非営利の研究組織である「完全雇用と衡平法センター (CofFEE) 」の所長を務めている。その組織の設立目的の声明文には、完全雇用を取り戻し「すべての人に平等な結果をもたらす」社会を実現できる様な研究と政策を進める旨が書かれている。
ミッチェルは、政治面、経済面、財政の持続可能性や気候変動などの環境問題といった問題点についての様々な公的な活動とコミュニティ（共同体）の活動に参加した。彼はオーストラリア国内を全国ネットで放送するラジオおよび報道機関において、労働市場および労働関係を解説する専門のレギュラー論説委員やコメンテイターを務めている。
ミッチェルは新自由主義に基づく経済理論とその実践に反対の立場をとり、特にニューディール政策に見られる様な主流派や保守派の経済学者による歴史の「修正主義」に対して異議を唱えている。彼はしばしば、政府の様々な諮問ばかりでなく、オーストラリアの州ならびに連邦裁判所において産業問題専門家証人として召喚される。ビクトリア州とニューサウスウェールズ州における児童保育業の事例においての彼の業績は、州ならびに連邦裁判所による当該分野に関しての適切な判決・判例への変化をもたらす影響を与えた。

### 著作
ミッチェルは、「MMT」とも呼ばれる「現代貨幣理論」という用語を創り出した。ジョン・メイナード・ケインズの学説を元にこの用語を創り出し、通貨は少なくとも四千年間にわたり、「国家による創造物としての貨幣」であったとしている。彼はマクロ経済学分野におけるMMT理論の著名な主唱者である。
彼はマクロ経済学、計量経済学、公共政策の分野で幅広く執筆している。彼は査読済みの学術雑誌や書籍で広く出版活動を行なっており、オーストラリア国外においても定期的に学術会議のプレゼンテーションを実施している。

#### Macroeconomics
L.ランダル・レイならびにマーティン・ワッツと共著で出版した彼の最新刊となる学術書の『Macroeconomics（マクロ経済学）』(マクミラン - 2019年3月) は、「マクロ経済学の問題を扱う際に一般的に用いられる仮定に対して、現代貨幣理論(MMT)の原則に基づいた理論や政策に則って非主流派と主流派の研究方法を比較や対比することを通して、より批判的な研究方法を取ることを学生に奨励する為の教本」であるとしている。

#### Reclaiming the State: A Progressive Vision of Sovereignty for a Post-Neoliberal World
イタリア人ジャーナリストのトーマス・ファツィと共著で2017年に出版した彼の学術書の『Reclaiming the State: A Progressive Vision of Sovereignty for a Post-Neoliberal World（国家の再構築 ポスト新自由主義期の世界における国家主権の進歩的なビジョン）』(2017年11月) において、国民国家を進歩的変化の媒体として再概念化している。彼らは、新自由主義が荒廃してしまっている現状と、国家は国民経済と国家財政に対して民主的なコントロールを行なえる力を未だ保持している事実について解説している。新自由主義の荒廃を放置してしまうと、大衆迎合主義政治への変化を招き、野心的であるかもしれないがいかにももっともらしい左翼の政治的戦略を魅力的に見せてしまうきっかけの場を与える。我々が直面している近年の緊急で刺激的な苦境に対して、政治分析に基づき事態を予測し、21世紀の進歩的な経済学で包括的な戦略を立てることで、経済に活力を与える必要があるとする。

#### Eurozone Dystopia: Groupthink and Denial on a Grand Scale
2015年に出版した彼の学術書の『Eurozone Dystopia: Groupthink and Denial on a Grand Scale （ユーロ圏のディストピア 大規模な集団思考と拒絶）』(2015年5月) において、「ディストピア（暗黒郷）」とミッチェルが例えている2009年にギリシャの財政破綻を引き金に始まったユーロ圏の経済危機の実情について、現代貨幣理論の観点から鋭い分析を行なった。

#### Full Employment Abandoned
オランダのマーストリヒト大学の教授ヨアン・ムイスケンと共著で2008年に出版した彼の学術書の『Full Employment Abandoned: Shifting Sands and Policy Failures（放棄された完全雇用 流動する状況と政策の失敗）』において、過去150年間以上の失業の特徴と原因について理論的分析を用いて調査し、とりわけ1930年代にケインズによって提唱された自由主義経済体制下で行なわれた政府による市場介入に反対して「イデオロギー的反発」する者たちが考えている、市場経済下では自ずと調整される失業率の推移を表わすとする、いわゆる「自然失業率」と呼ばれる概念について論じている。筆者らはさらに、失業は「個々の個人の問題」よりむしろ（政府や会社といった）組織の方策の失敗の方が影響を与えていると主張する。筆者らは、新自由主義的経済学の理論的かつ経験的批評を提起し、物価の安定とともに完全雇用の回復が実行可能な政策目標であり、財政拡大主義に基づく財政政策により完全雇用が達成可能であることを示唆している。
政府はすべての勤労可能で働きたい成人の個人に仕事を斡旋し、社会の最低賃金となる賃金を支払う仕事を保証して、国民が生活していく上で最低限許容できる生活の最低水準の社会への強い願望の表れになるであろう雇用保障プログラムというアイデアが紹介されている。

## 日本との関係

### 高橋財政
ミッチェルは自身のブログで、高橋財政の政策効果を分析した先行研究に基づいた上で、高橋の政策効果がMMTと整合的であるとしている。

## ミュージシャンとして
ミッチェルは、長年にわたり様々なバンドでプロとしてギターを演奏してきたベテランミュージシャンである。ミッチェルは、元々は1970年代と1980年代初頭に人気を博していたメルボルンを活動拠点とするレゲエ-ダブのバンドである「Pressure Drop 」に属し、現在演奏活動を行なっている。バンドは2010年に再結成された。
ミッチェルはしばしば経済学という学問分野、特に学界を中傷的な言葉で言及し 、冗談めかして、ミュージシャンとしての仕事の方が人々へ与える損害が少ないと述べている。「自身の経済学者という職業は非常に危険なものだと思う」と彼は発言した。

## 私生活
ミッチェルは「情熱的な」自転車愛好家である。「Cyclingnews.com 」という自転車情報サイトを1995年に設立し、1999年にオーストラリアのメディア会社である「Knapp Communications 」に売却するほど、彼は「熱い自転車競技者」であった。その後、Cyclingnews.comは2007年に「Future plc 」に買収されている。

## 追加の出典
- Mitchell, William, Joan Muysken, Tom Van Veen: Growth and cohesion in the European Union: The Impact of Macroeconomic Policy (2006), Edward Elgar Publishing, ISBN 1-84542-611-8
- Mitchell, William & Joan Muysken: Full Employment Abandoned: Shifting Sands and Policy Failures (2008), Edward Elgar Publishing 320 pp, Hardback, ISBN 978-1-85898-507-7